# あおい (インフルエンサー)
あおい（1996年6月18日 - ）は、日本のインフルエンサー、タレント、YouTuber。静岡県熱海市生まれ、福井県育ち。「ホス狂い」を自称しており、YouTubeやその他メディアに出演している。本名は鈴木葵。
YouTubeチャンネル名はメインチャンネルが「ぶーちゃんねる」、サブチャンネルが「ぷにぷにまかろん」。
「プププらんど」と言うバーの店長もしていたが2021年9月で閉店し、現在は歌舞伎町で「コメット」と言うバーの店員をしている。

## 概要
主に、ホスト、歌舞伎町について発信し、歌舞伎町にいるホームレスの支援などもしている。
現在はプライベートでのホスト通いはあまりせず、主に取材やメディア上での仕事の一環としてホストに行ったりしている。
ホストたちを有名にしたり、歌舞伎町に集まる訳ありの人たちやトー横キッズの若者たちに居場所を作ってあげたいと語っている。
将来は大衆食堂を開きたいと言う夢もある。

## 来歴
1996年に静岡県で生まれる。生まれて間もなく両親が離婚し、母親に親権が行くが、祖父母に引き取られ、その直後に母親が蒸発する。3歳位の時に祖父を癌で亡くしている。
保育園時代は、祖母の家がゴミ屋敷なのと、祖母がパチンコ中毒なのが原因で、熱海のパチンコ屋の近くにある公園で夜中まで遊んでいた事が多く、何回か警察に補導されていた。また、祖母の知人である「ヤマモトさん」と言う男性から食事や衣服を与えて貰う変わりに性的虐待を受け、「ヤマモトさん」からのストーカー行為があおいが中学生の頃まで続いた。
小学1年生くらいの時に母親の兄とその妻（叔父と叔母）の養子になり、熱海市から伊豆の国市に引っ越す。
小学4年生の時に育ての母親（叔母）に裸で外に出されたり、正座で1日中座らされる、などの虐待を受ける。また、あおいは家出をして生みの父親を見つけ、離婚した両親の間で裁判になり親権が父親に行き、その後は父親に連れられ福井県に引っ越し、父親と父方の祖父とあおいでの3人暮らしを始めるが、父親と父方の祖父に育児放棄をされてしまったり、父親からの暴力などの虐待を受けた。
中学生から精神病で入院していた事もあり、解離性同一性障害にもなったり、自殺サイトを見たりするくらい精神的に追い込まれていた。
17歳から上京し、一人暮らしも始め、ホスト通いをする様になる。
2024年1月に「ぶーちゃんねる」を卒業する事を発表した。

## 人物
壮絶で波乱万丈な人生を送って来たが、それをバネにして生きており、コミュニケーション力が高く自信があり明るい性格。
「ホス狂い」になった切っ掛けは風俗嬢の友達にホストクラブに行くのを誘われた事から。
面倒見が良く、訳ありの女性たちを家に泊めていた事もあった。
妊娠していた友人を家に泊めたら風呂場で出産されてしまうなどのハプニングもあった。
趣味は、食べる事、ホストラブの監視。
好きなタイプのホストはかわいい系の金髪ショートヘアで、優しくかまってくれる人。好きな食べ物は豚骨ラーメン、白米。好きなブランドは「PUNYUS」。好きなキャラクターはカービィ。

## 出演
- 恋のホストロジーチャンネル〜ホスロジ（2021年9月10日）
- 恋のホストロジーチャンネル〜ホスロジ（2021年9月23日）
- 恋のホストロジーチャンネル〜ホスロジ（2021年12月6日）
- Taberunosky（インスタライブ）（2021年12月24日）
- RED TV（2021年12月25日）
- 街録ch〜あなたの人生、教えて下さい〜（2022年5月1日）
- CHIC BOY シックボーイ channel（2021年7月17日）